# Tim Cook
Timothy Donald Cook, mais conhecido como Tim Cook (Robertsdale, 1 de novembro de 1960) é um empresário estadunidense (pt-BR), ou seja, americano (pt-PT) , atual CEO da Apple Inc. desde 2011.

## Infância
Tim cresceu em Robertsdale, Alabama. Seu pai era um trabalhador estaleiro, enquanto sua mãe era dona de casa. Cook licenciou-se em engenharia de produção industrial pela Universidade de Auburn, em 1982, tirando seu MBA na Fuqua School of Business da Universidade Duke, em 1988.

## Carreira
Tim Cook passou seis meses na Compaq como vice-presidente Corporativo de Materiais antes de ser contratado por Steve Jobs para a Apple. Inicialmente, foi Vice-Presidente Sênior de operações na internet. Antes disso, Cook atuou como diretor de operações (COO) de Eletrônica Inteligente, e passou 12 anos na IBM como diretor. Em janeiro de 2007, Cook foi promovido a COO.
Tim foi CEO da Apple por dois meses em 2004, enquanto Steve Jobs se recuperava de uma cirurgia relacionada a um câncer no pâncreas. Tim Cook novamente em 2009 atuou como CEO da Apple, por vários meses, enquanto Steve Jobs tirou uma licença para um transplante de fígado. Cook também atua no Conselho de Administração da Nike.
É apontado como um dos grandes responsáveis pela reestruturação da Apple em seu período mais crítico, quando buscou fornecedores externos para descentralizar a montagem de boa parte dos produtos da empresa, aliviando a pressão financeira sobre o caixa da companhia.
Em janeiro de 2011, a mesa diretora da Apple aprovou uma terceira licença médica, solicitada por Steve Jobs. Durante esse tempo, Tim Cook foi responsável pela maior parte das operações diárias, da empresa, enquanto Jobs ficou a cargo apenas das decisões mais importantes. Em 24 de agosto de 2011, Tim Cook foi convidado a ser o próximo CEO da Apple por Steve Jobs, depois de este renunciar ao cargo. Em 5 de outubro de 2011, Steve Jobs, o antigo CEO da Apple, morreu aos 56 anos, vítima de um câncer no pâncreas.
Desde agosto de 2011, ocupa o cargo antes ocupado por Steve Jobs. Iniciou sua carreira na empresa em março de 1998. Foi COO (Chief Operating Officer) de 2004 até 2011. Sua principal responsabilidade é a gestão diária das operações da empresa.

## Vida pessoal
Tim Cook é um entusiasta, gosta de caminhadas, ciclismo e de ir à academia. Ele é conhecido por ser principalmente solitário e muito pouco se sabe publicamente de sua vida pessoal. Cook explicou em outubro 2014 que tem procurado atingir um "nível básico de privacidade".
Em 29 de outubro de 2014, Cook assumiu publicamente que é homossexual em um editorial para a Bloomberg Businessweek, ao afirmar: "Eu tenho orgulho de ser gay e eu considero que ser gay é um dos maiores dons que Deus me deu." Cook também explicou que ele é aberto sobre sua sexualidade "há anos" e, apesar de muitas pessoas na Apple estarem cientes de sua orientação sexual, ele procurou se concentrar nos produtos e clientes da empresa, ao invés de sua vida pessoal. Ele terminou o artigo dizendo: "Nós pavimentamos juntos o caminho iluminado pelo sol na direção da justiça, tijolo por tijolo. Este é o meu tijolo." Como resultado, Tim Cook também se tornou o primeiro CEO abertamente gay na lista Fortune 500.